# Fujiwara no Motozane
Fujiwara no Motozane (藤原元真) est un poète de waka du milieu de l'époque de Heian, membre de la famille noble des Fujiwara. Il est aussi l'un des « trente-six Poètes Immortels ».
L'œuvre de Motozane inclut des anthologies de poèmes dont le Shin Kokinshū. 